# District de Cegléd
Le district de Cegléd (en hongrois : Ceglédi járás) est un des 18 districts du comitat de Pest en Hongrie. Il compte 89 261 habitants et rassemble 12 localités : 9 communes et 3 villes dont Cegléd, son chef-lieu.
Cette entité existait déjà auparavant jusqu'à la réforme territoriale de 1983.

## Localités
- Abony
- Albertirsa
- Cegléd
- Ceglédbercel
- Csemő
- Dánszentmiklós
- Jászkarajenő
- Kőröstetétlen
- Mikebuda
- Tápiószőlős
- Törtel
- Újszilvás